# Elektrisk spänning
Elektrisk spänning eller potentialskillnad, väsentligen samma sak som elektromotorisk spänning, är skillnaden i elektrisk potential mellan två punkter i en elektrisk krets.
Spänning betecknas med U och har enheten volt (V). Enheten volt är ingen grundenhet i SI utan definieras som den spänning som krävs över en elektrisk last för att strömstyrkan 1 A skall generera effekten 1 W = 1 J/s.
Beteckningen U kommer från tyskans Unterschied som betyder 'differens', 'skillnad' och används i bland annat svensk litteratur. I engelskspråkig litteratur betecknas spänning vanligen V (voltage) eller E (electromotive force).

## Definition

I ett elektrostatiskt fält är arbetet vid laddningstransport oberoende av vägen

Den elektriska spänningen mellan två punkter i ett elektrostatiskt fält (inga energiomvandlingar äger rum, fältet genereras av laddningar i vila) är lika med det arbete som fältkrafterna uträttar per enhetsladdning som förs längs en godtycklig väg mellan punkterna.
Om laddningsmängden Q transporteras mellan punkterna A och B kan spänningen mellan punkterna skrivas som
{\displaystyle U_{\mathrm {AB} }={\frac {W_{\mathrm {AB} }}{Q}}=\int _{A}^{B}{\vec {E}}\cdot \mathrm {d} {\vec {s}}}
där {\displaystyle {\vec {E}}} är den elektriska fältstyrkan längs vägen s, {\displaystyle d{\vec {s}}} är banelementet och {\displaystyle W_{AB}} är det utförda arbetet.
Definitionen förutsätter att det elektrostatiska fältet är virvelfritt, det vill säga att linjeintegralen av den elektriska fältstyrkan runt en godtycklig sluten väg (fältkrafternas arbete på en enhetsladdning) är lika med noll enligt
{\displaystyle \oint {\vec {E}}\ d{\vec {s}}=0}
eller, ekvivalent
{\displaystyle \mathrm {rot} \ {\vec {E}}=0}

### Exempel

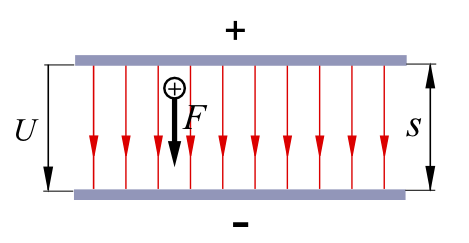
Homogent elektriskt fält mellan två laddade parallella plattor. En positivt laddad partikel påverkas av en konstant kraft F i fältlinjernas riktning (kraften orsakas av det elektriska fältet)

I ett homogent (likformigt) elektriskt fält är förhållandena särskilt enkla. Ett homogent fält kan åstadkommas med två olika laddade parallella metallplattor. En laddningsmängd Q mellan plattorna påverkas av en kraft som är konstant till storlek och riktning och som därför kan skrivas som en skalär: 
{\displaystyle F=|{\vec {E}}|\,Q}
Om avståndet mellan plattorna är s, är arbetet W = F⋅s vid förflyttning av laddningsmängden Q mellan plattorna och den elektriska spänningen blir
{\displaystyle U={\frac {F\cdot s}{Q}}={\frac {W}{Q}}}

## Elektrisk potential

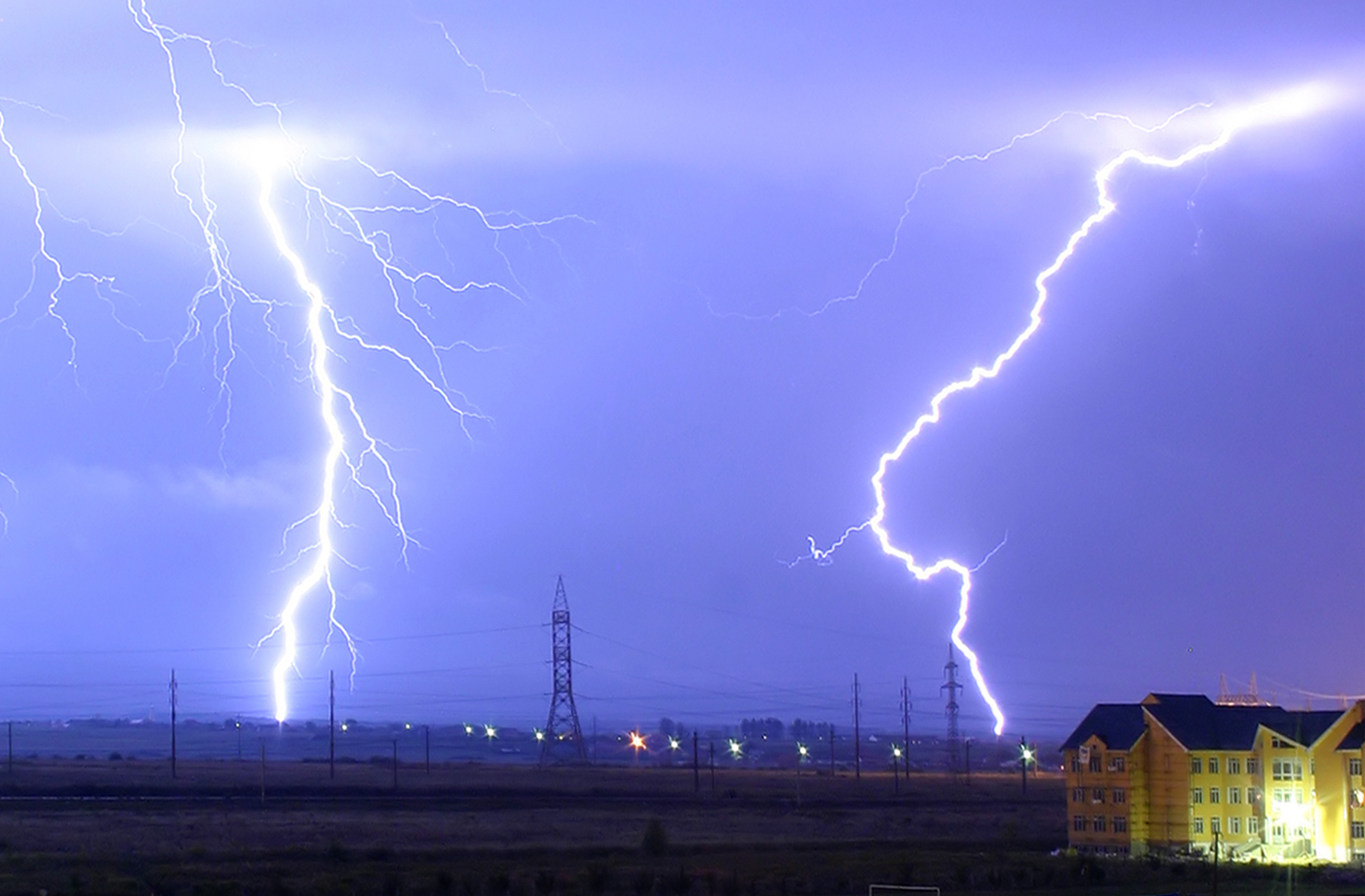
Potentialskillnad mellan himmel och jord. Det elektriska fältet accelererar laddade partiklar vilket manifesterar sig som blixtfenomen

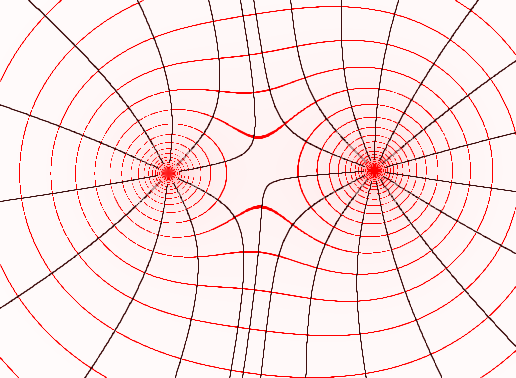
Ekvipotentiallinjer (röda) för det elektriska fältet (svarta linjer) kring två punktformade laddningar av lika slag

En laddad partikel i ett elektriskt fält har en potentiell energi på grund av att fältet utövar en kraftverkan på partikeln, det vill säga, ett arbete uträttas av det elektriska fältet när en laddning flyttas runt i fältet. Den elektriska potentialen i en punkt är definierad som den potentiella energin per enhetsladdning som är placerad i denna punkt. Den elektriska potentialen är således en skalär vars tilldelade värde beror på den potentiella energins nollpunkt. 
Den elektriska potentialen kan även anges i förhållande till en godtyckligt vald referenspunkt där referenspunkten tilldelas potentialen noll.
Potentialen anges med tecken, som väljs så, att arbete måste tillföras utifrån för att föra en positiv laddning från en punkt med lägre potential till en punkt med högre.
I samband med beräkningar sätts ofta referenspunktens avstånd till oändligheten och referenspunkten tilldelas värdet noll. Vid praktiska problem sätts vanligen jordens potential till noll.
Det elektriska fältet {\displaystyle {\vec {E}}} kan uttryckas med en potential v,
{\displaystyle {\vec {E}}=-\mathrm {grad} \,v}
Mellan två punkter 1 och 2 i en ledare råder en spänning U12 som är lika med potentialskillnaden mellan punkterna,
{\displaystyle U_{12}=v_{1}-v_{2}=\int _{S}{\vec {E}}\cdot d{\vec {s}}=\int _{S}E_{s}\,ds}
där linjeintegralen kas beräknas längs en godtycklig väg S mellan 1 och 2.
När elektriska fält skall åskådliggöras grafiskt, förbinds ofta punkter med samma potential till sammanhängande linjer, ekvipotentiallinjer. De elektriska fältlinjerna är överallt vinkelräta mot ekvipotentiallinjerna.
Om punkter med olika potential kommer i kontakt med varandra genom en elektrisk ledare, till exempel en metalltråd eller resistor, uppstår en elektrisk ström som strävar att utjämna potentialskillnaden mellan punkterna. Strömmen består av en förflyttning av laddade partiklar, vanligtvis elektroner.
En supraledare är en ledare som saknar resistans till skillnad mot en vanlig ledare vilken har en viss resistans som ger upphov till värmeutveckling i ledaren vid kortslutning. I en supraledare kan elektronerna ledas i en ring där strömmen kan cirkulera utan att potentialskillnader uppstår.

## Spänning och effekt
Enligt Ohms lag är
{\displaystyle U=R\cdot I\quad \Rightarrow \quad I={\frac {U}{R}}}
där R är belastningens resistans och I är strömstyrkan. Joules effektlag kan då skrivas
{\displaystyle P=U\cdot I={\frac {U^{2}}{R}}}
där P är den utvecklade effekten.

## Mätning av spänning

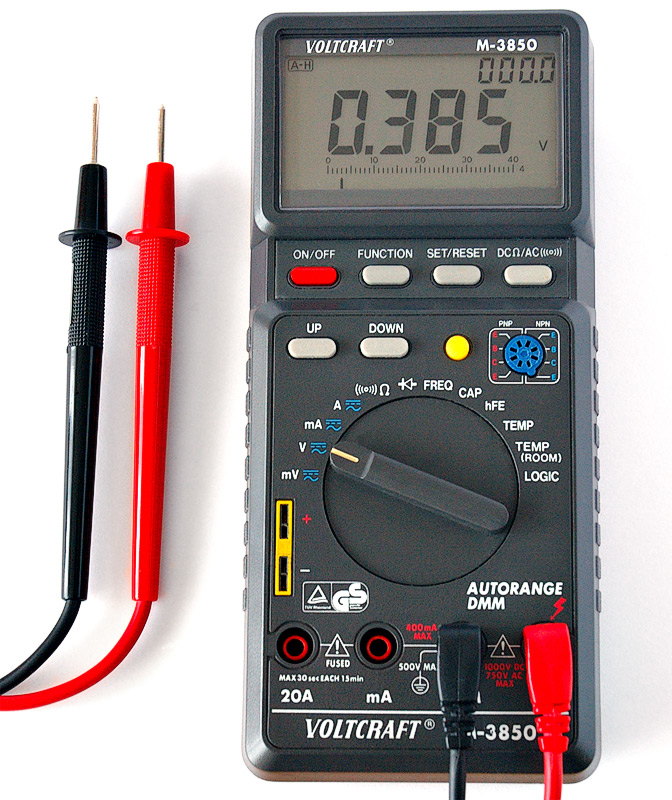
Digital multimeter

Instrument för att mäta spänningar inkluderar voltmetern, potentiometern och oscilloskopet. 
Voltmetern fungerar genom mätning av strömmen genom en fast resistor, som, enligt Ohms lag, är proportionell mot spänningen över motståndet. 
Potentiometern fungerar genom att balansera den okända spänningen mot en känd spänning i en bryggkrets. 
Katodstråleoscilloskopet förstärker spänningen och använder den för att avlänka en elektronstråle från en rak bana, så att avböjningen av strålen är proportionell mot spänningen.

## Spänningsområden

Elkraftsnätverk. Trefastransformatorer omvandlar spänningarna mellan elnätets delar

Elkraftsnätverk är vanligen uppbyggda av fyra delar för distribution av trefaskraft. Stamnät (400 kV), regionnät (40–130 kV), mellanspänningsnät (10–20 kV) och lågspänningsnät (400 V).
På förbrukarsidan delas elektrisk spänning in i olika storleksområden. I Sverige görs indelningen klenspänning upp till 50 V, lågspänning 50–1000 V och högspänning över 1000 V.
I Europa har de flesta vägguttag spänningen 230 V. Observera att detta är effektivvärdet för en växelspänning. Toppvärdet är 325 V (effektivvärdet 230 V multiplicerat med roten ur 2). Frekvensen är 50 Hz, vilket innebär att spänningen, potentialskillnaden, växlar tecken 100 gånger per sekund. 